# Chamberlayne
Chamberlayne ist ein englischer Familienname.

## Herkunft und Bedeutung
Chamberlayne ist ein Berufsname, der sich auf den Kämmerer bezieht.

## Varianten
- Chamberlain
- Chamberlin

## Namensträger
- Edward Chamberlayne (1616–1703), englischer Schriftsteller
- Tankerville Chamberlayne (1840–1924), englischer Politiker, MP